# Third Degree
Third Degree ist ein Blues-Titel, der von Eddie Boyd und Willie Dixon geschrieben wurde. Boyd nahm Third Degree für Chess Records (#1541) auf; die B-Seite der Single, die 1953 erschien, enthielt die Boyd-Nummer Back Beat. Dem breiten Publikum wurde das Lied in Coverversionen von Johnny Winter (gleichnamiges Album 1986) und von Eric Clapton für sein Studioalbum From the Cradle am 13. September 1994 bekannt.
Clapton veröffentlichte seine Interpretation auf den Kompilationen Steppin’ Out von 1981 sowie Forever Man von 2015. Darüber hinaus erschien seine Version auf den inoffiziell erschienenen Veröffentlichungen Blues World of Eric Clapton von 1975, Unplugged/From the Cradle/Journeyman von 1994 sowie Put it Where You Want von 2011. Clapton spielte eine Version des Liedes für Pavarotti & Friends For War Child-Konzert von 1996.